# Берлянд Хаїм Лейбович
Хаїм Лейбович Берлянд (або Юхим Львович Берлянд; нар. 4 серпня 1923, Сквира, нині Київської області) — український математик, економіст. Кандидат економічних наук. Старший науковий співробітник Інституту економіки та організації виробництва Сибірського відділення Академії наук СРСР.

## Біографія
Учасник німецько-радянської війни . Сержант. Воював у 1943—1945 роках на Північно-Західному, Першому Українському та Четвертому Українському фронтах. Берлянда нагороджено медаллю «За бойові заслуги» .
1951 року закінчив Київський університет. Від 1951 року працював у Кам'янець-Подільському педагогічному інституті (нині Кам'янець-Подільський національний університет імені Івана Огієнка).
1963 року сім'я Берляндів переїхала в недавно створене академмістечко під Новосибірськом. Там Хаїм Лейбович і його дружина працювали в Інституті економіки та організації виробництва Сибірського відділення Академії наук СРСР, а донька Ірина, майбутній психолог, навчалася в Новосибірському ліцеї № 130 .
Серед захоплень — шахи. Влітку 1960 року в Кам'янці-Подільському виграв у сеансі одночасної гри у майстра спорту з Москви Віктора Люблінського .

## Праці
- Об одной задаче сравнения двух выборок // ДАН УССР, 1 (1952). — С. 13—15 (у співавторстві з І. Д. Квітом).
- Решение некоторых задач уравнения теплопроводности. Каменец-Подольск, Науч. зап. Пед. ин-та, 2, Физ.-матем. сер., 1 (1956), 15—19 (на укр.-яз.).
- Оптимизация линейной функции на невыпуклом множестве. Новосибирск, Науч. тр. ун-та, Сер. эконом., 8 (1966), 79—90 (совм. с Багриновским К. А.).